# Stig Anderson
Stig 'Stikkan' Erik Leopold Anderson (25. ledna 1931, Hova, Švédsko – 12. září 1997, Hova, Švédsko) byl švédský textař, majitel hudební společnosti Polar Music a manažer skupiny ABBA.

## Životopis
Jako mladík zpočátku pracoval rok jako učitel chemie a matematiky. V roce 1951, ve 20 letech, byl propuštěn údajně za fyzické napadání žáků. Anderson si brzy našel práci v obchodě s gramofonovými deskami, později se stal hudebním vydavatelem, manažerem a také příležitostným umělcem. V roce 1959 vydal svou amatérskou píseň „Är du kär i mig ännu, Klas-Göran?“ („Máš mě ještě rád, Klas-Göran?“). Švédské zpěvačce Lill-Babs se líbila a Anderson, kterému Lill Babs přezdívala „Stikkan“, se stal jejím asistentem, manažerem a textařem.
Podle svých vlastních slov napsal za svoji kariéru kolem 2 000 textů. Roku 1963 založil hudební vydavatelství Polar Music a týž rok poznal skladatele a textaře Björna Ulvaeuse s jeho skupinou Hootenany Singers, stal se jejich manažerem a vydával jejich desky. Poté Björn získal funkci hlavního skladatele a producenta u Polaru. Björn chtěl později místo i pro skladatele a svého kamaráda Bennyho Anderssona ze skupiny Hep Stars. Stig to z finančních důvodů odmítl, ale poté, co byl Björn ochoten vzdát se poloviny platu, Stig Bennyho nakonec přijal.
V roce 1972 skladatelské, textařské a producentské duo Benny Andersson a Björn Ulvaeus založilo skupinu ABBA a Stig Anderson se stal jejich manažerem. V prvních letech ABBY pomáhal Stikkan Anderson Björnovi a Bennymu s texty k některým písním, například s hity jako „Ring Ring“ (1973), „Waterloo“ (1974), „I Do, I Do, I Do, I Do, I Do“ (1975), „Mamma Mia“ (1975), „S.O.S“ (1975) nebo k některým přispěl jen názvy: „Dancing Queen“ (1976), „Knowing Me, Knowing You“ (1976) a „Name of the Game“ (1977). Anderson ABBU zastupoval v jejích obchodních zájmech a celosvětové úspěchy zajišťoval výhodnými smlouvami, které skupině přinesly významné finanční zisky. Současně spravoval kapitálové investice a příjmy Polar Music. V polovině 80. let však Anderson značnou část majetku skupiny ztratil špatným hospodařením, špatnými rozhodnutími a nevýhodnými investicemi.
V roce 1989 Anderson prodal společnost Polar Music mezinárodní nahrávací společnosti PolyGram. Cena zveřejněna nebyla, některé prameny hovoří o 189 miliónech, jiné o 300 miliónech švédských korun (v přepočtu 472, resp. 750 miliónů Kč). Stig Anderson si nakonec znepřátelil všechny bývalé členy ABBY (kromě Fridy), protože jim zapíral výši jejich příjmů a ti (respektive firmy, kterým členové ABBY formálně prodali svá práva) na něj v roce 1990 podali žalobu. Spor se vyřešil mimosoudní dohodou. Kuřák šedesáti cigaret denně podlehl infarktu v roce 1997 ve věku 66 let.